# Río Cayumapu
El río Cayumapu es un curso natural de agua que fluye en la Región de Los Ríos con dirección general oeste hasta desembocar, conjuntamente con el río Pichoy, en el río Cruces

## Historia
Luis Risopatrón lo describe en su Diccionario Jeográfico de Chile de 1924:: 164 
Cayumapu (Rio) 39° 43' 73° 04'. Es alimentado por pequeños hilos de agua, corre hacia el W, estrechado i obstruido por la vejetacion, hasta 3,5 kilómetros al E de las casas del fundo del mismo nombre; tiene aguas pandas, influenciadas por las mareas del Océano hasta su límite estremo, con 3 m de profundidad mínima, que alcanza a veces hasta 10 m, con 40 a 50 m de ancho, entré riberas bordeadas de ordinario por totorales cenagosos, protejidos por bosques espesos i se vacia en la márjen S del curso inferior del rio Pichoi, a unos 250 m antes de desembocar en el Cruces. En la medianía de su curso se forma, con marea vaciante, un pequeño rápido, llamado El Chiflón, con 2,5 a 5,5 kilómetros por hora de velocidad; es frecuentado por balandras i goletas, en un trecho navegable de 17 kilómetros. 1, V, p. 151 i 152; 61, XXXI, p. 195 i mapa; i 62, p. 1, p. 70; i riachuelo, en 155, p. 143; i Callumapu en 156.

## Población, economía y ecología

Diagrama unifilar de la cuenca del río Valdivia.